# Пиктон, Томас
Томас Пиктон (англ. Thomas Picton) (24 августа 1758, Хаверфордуэст, Пембрукшир — 18 июня 1815, Битва при Ватерлоо) — английский генерал, губернатор Тринидада, участник Наполеоновских войн, погиб в битве при Ватерлоо.
Родился в августе 1758 года в Пойстоне (Пембрукшир, Уэльс).
Вступил в военную службу в 1771 году в 12-й пехотный полк, под командование собственного дяди, размещённый тогда в Гибралтаре. В марте 1777 года произведен в лейтенанты. В январе 1778 года Пиктон был произведён в капитаны и вернулся в Метрополию, где был назначен в 75-й пехотный полк.
В 1794 году Пиктон отправился в Вест-Индию, где был назначен адъютантом главнокомандующего Джона Воэна, вскоре он был произведён в майоры. В Вест-Индии Пиктон принимал участие в колониальных войнах против испанцев и французов, в частности находился при захвате Сент-Люсии и Сент-Винсента, за отличие был произведён в подполковники. По взятии Тринидада, Эберкромби назначил Пиктона губернатором этого острова. В октябре 1801 года он был произведён в бригадные генералы.
В 1803 году Пиктон вернулся в Великобританию и был арестован по обвинению в злоупотреблениях на Тринидаде. После долгого разбирательства Пиктон в 1806 году был признан виновным в истязаниях рабов на плантациях. Однако Пиктон не согласился с приговором и подал апелляцию, которая была удовлетворена в 1808 году — Пиктон был полностью оправдан.
В 1809 году Пиктон был произведён в генерал-майоры и сражался в Голландии, где принял участие в осаде Флиссингена, по успешном завершении которой был губернатором этого города.
С 1810 года Пиктон с выдающейся храбростью сражался в Испании, командуя дивизией в армии Веллингтона. Во главе своей дивизии, Пиктон принял участие в осаде Бадахоса, во время которой после ожесточённой атаки овладел цитаделью, в штурме Сьюдад-Родриго, в сражениях при Виттории, Ортезе и Тулузе. В последнем сражении Пиктон произвёл чрезвычайно искусную ложную атаку на северную часть города и тем решил победу Веллингтона над Сультом. В начале 1815 года Пиктон за отличия на Пиренейском театре был награждён орденом Бани большого рыцарского креста.
Когда в 1815 году Наполеон вернулся с острова Эльбы, Пиктон был назначен командиром сводного англо-голландского корпуса. Раненый в сражении при Катр-Бра, Пиктон всё же 18 июня принял участие в сражении при Ватерлоо, в котором снова был ранен, и на этот раз смертельно. Его тело было перевезено в Лондон, где он и был похоронен.
В 1823 году в его честь в Кармартене был установлен монумент. Роль генерала Пиктона в исторической драме «Ватерлоо» исполнил Джек Хокинс.

## Образ в кино
- «Ватерлоо» (Италия, СССР, 1970) — актёр Джек Хоккинс
- «Закон Гарроу», 3 сезон (Великобритания, 2009) — актёр Патрик Балади